# 膝十字固め

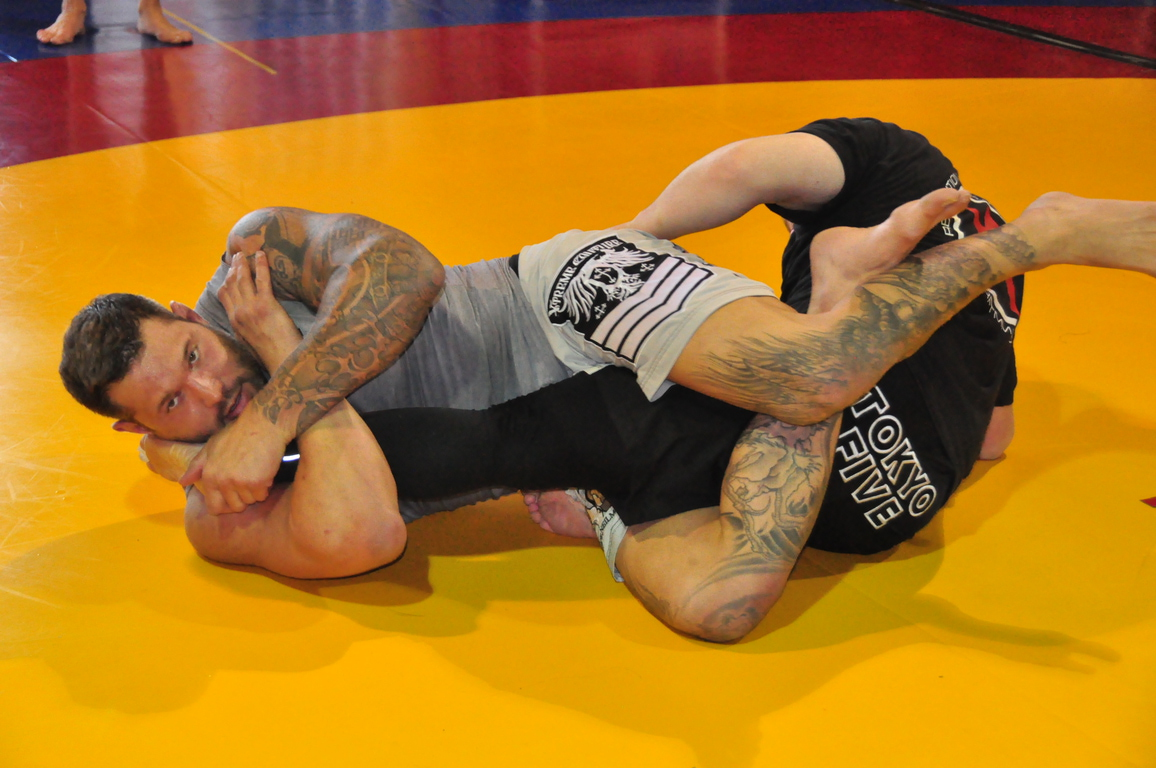
セミナーでの膝十字固めの実演

膝十字固め（ひざじゅうじがため）は、相手の膝を極める柔術、柔道、総合格闘技、プロレス、サンボ、ブラジリアン柔術における関節技である。英語ではニーバー (Knee bar) と呼ばれる。別名膝じん帯固め（ひざじんたいがため）、足挫十字固（あしひしぎじゅうじがため）、ストレートニーロック、ストレート・レッグ・バー (straght leg bar) 、足十字固め。略称膝十字（ひざじゅうじ）。
高専柔道において用いられて当初は足の大逆と呼ばれていた。しかし、後に高専柔道競技においても禁止された。また、柔道の乱取においても足の関節技は禁止されている。ブラジリアン柔術では国際ブラジリアン柔術連盟、国際柔術連盟においては白帯青帯紫帯およびU18以下で禁止技である。スポーツサンボでは全カテゴリーで許されている。

## 概要
ハーフガードポジションの体勢をとる相手に挟まれていない方の脚で相手の体を跨いで180度翻り、下腹を相手の相手の膝より若干上の部分（太腿寄りの部分）に密着させ支点として、両膝で絞めながら相手の片脚をしっかり挟み、脚を抱きかかえるようにしながら体ごと後方へ反り返るようにして腕挫十字固と同じ要領で極める。技が極まれば、相手の膝が可動域の反対方向に折れ曲がる形になる。
また、背後を取られた体勢からの返し技としての使用法や立ち状態から極める使用法（サンボのビクトル式膝十字固め）もある。

## 歴史
1921年7月の第8回全国高専柔道大会、師範に就任して間もない金光弥一兵衛の高専柔道六高と大会7連覇により勇名を轟かせこの大会に向けて更に小田常胤をコーチに据えて「死んでも勝つ」と8連覇を意気込む高専柔道四高（のちの金沢大学）が準決勝戦で激突する事となった。事実上の決勝戦との下馬評で午後3時から始まったこの試合は、六高側が繰り出した新技の「足の大逆」こと膝十字固めを発端として四高選手が負傷し半ば乱闘騒ぎとなり、この技の取り扱いを巡って協議のため数時間の中断があった。四高側が禁止技の足緘と同じ技だと主張するのに対し、六高側は足緘とは別の技で禁止技には該当せず、その証拠に審判の磯貝一もこれを認めていると主張。結果、引き分けとなる。2007年の『月刊秘伝』誌によると、高専柔道では以後禁止された。
スポーツサンボ（1938年創始）、ブラジリアン柔術など多くの格闘技で膝十字固めと足緘は別の技とされ膝十字固めは規制が緩く足緘は禁止されている。
1928年の書籍『柔道精解』や1930年の書籍『明治神宮競技規則 再版』に掲載された1924年からの明治神宮競技大会（国民体育大会、国民スポーツ大会の前身）の柔道の審判規定では禁止が明記されず。
1925年の講道館および大日本武徳会の柔道試合審判規程で禁止技となる。
1929年からの昭和天覧試合でも禁止となる。
1950年に日本で旗揚げした国際柔道協会のプロ柔道でもライターの増田俊也によると禁止技であった。審判規定を引用して示している。一方で書籍『秘録日本柔道』は解禁になったとしている。
2022年、国際柔術連盟が柔術寝技（ブラジリアン柔術）で国際ブラジリアン柔術連盟に合わせ、U16以下でのみ禁止から白帯青帯紫帯およびU18以下で禁止に変更。